# Gran Premio Bruno Beghelli 2005
Il Gran Premio Bruno Beghelli 2005, decima edizione della corsa, si svolse il 9 ottobre 2005, per un percorso totale di 199,9 km. Venne vinto dall'brasiliano Murilo Fischer che terminò la gara in 4h52'27".

## Ordine d'arrivo (Top 10)
| Pos. | Corridore             | Squadra       | Tempo    |
| ---- | --------------------- | ------------- | -------- |
| 1    | Murilo Fischer        | Naturino      | 4h52'27" |
| 2    | Paolo Bettini         | Quick Step    | s.t.     |
| 3    | Paride Grillo         | Cer. Panaria  | s.t.     |
| 4    | Fabian Wegmann        | Gerolsteiner  | s.t.     |
| 5    | Ruggero Marzoli       | Acqua & Sap.  | s.t.     |
| 6    | Alessandro Bertolini  | Domina Vac.   | s.t.     |
| 7    | Mychajlo Chalilov     | LPR           | s.t.     |
| 8    | Krzysztof Szczawinski | Cer. Flaminia | s.t.     |
| 9    | Cristian Moreni       | Quick Step    | s.t.     |
| 10   | Paolo Valoti          | Domina Vac.   | s.t.     |